# X-15 (film, 1961)
X-15 je ameriški igrani dokumentarni film iz leta 1961, ki prikazuje izmišljeni pregled programa raziskovalnega raketnega letala X, North American X-15, predvsem preizkusnih pilotov in s programom povezanega Nasinega občestva, ki je podpiralo program. V filmu nastopajo: David McLean, Charles Bronson, Mary Tyler Moore, Kenneth Tobey in James Gregory. Film je prvenec režiserja Richarda Donnerja,; pripovedovalec pa je bil James Stewart. Stewarta ni le zanimalo letalstvo temveč je bil tudi brigadni general v rezervnih silah Vojnega letalstva ZDA.